# Huraymila
Huraymila (àrab: حريملاء, Ḥuraymilāʾ) és una població de l'Aràbia Saudita, al districte d'al-Mahmal, al Najd.
És famosa per haver estat la residència del fundador del wahhabisme, Muhammad ibn Abd al-Wahhab. La vila fou poblada el 1635/1636 pels Al Mubarak, una fracció del grup tribal dels Al Abi Rabia.